# Reprezentacja Holandii na Mistrzostwach Świata w Narciarstwie Klasycznym 2011
Reprezentacja Holandii na Mistrzostwach Świata w Narciarstwie Klasycznym 2011 liczyła jedną skoczkinię narciarską.

## Medale

### Złote medale
Brak

### Srebrne medale
Brak

### Brązowe medale
Brak

## Wyniki

### Skoki narciarskie kobiet
Konkurs indywidualny na skoczni normalnej
- Wendy Vuik - 23. miejsce